# ويليام وودز
ويليام وودز (بالإنجليزية: William Woods)‏ هو قاضي ومحامي وسياسي أمريكي، ولد في 1790 في مقاطعة واشنطن في الولايات المتحدة، وتوفي في 7 أغسطس 1837. انتخب عضو جمعية ولاية نيويورك وانتخب عضو مجلس النواب الأمريكي.